# 辛泰
辛泰，亦新泰、新太、辛太，瓜尔佳氏，镶红旗满洲人，始祖穆哈達。康熙四十七年，由正红旗护军统领升至镶红旗蒙古都统、议政大臣。康熙四十八年，康熙派贝勒延寿、贝子苏努、公鄂飞、都统辛泰、护军统领图尔海、陈泰轮番看守大阿哥允禔。康熙五十一年，由镶红旗蒙古都统调归化城都统，五十六年卸任。五十七年正月，涉朱天保复立废太子允礽案。